# Цзян Цзін-го

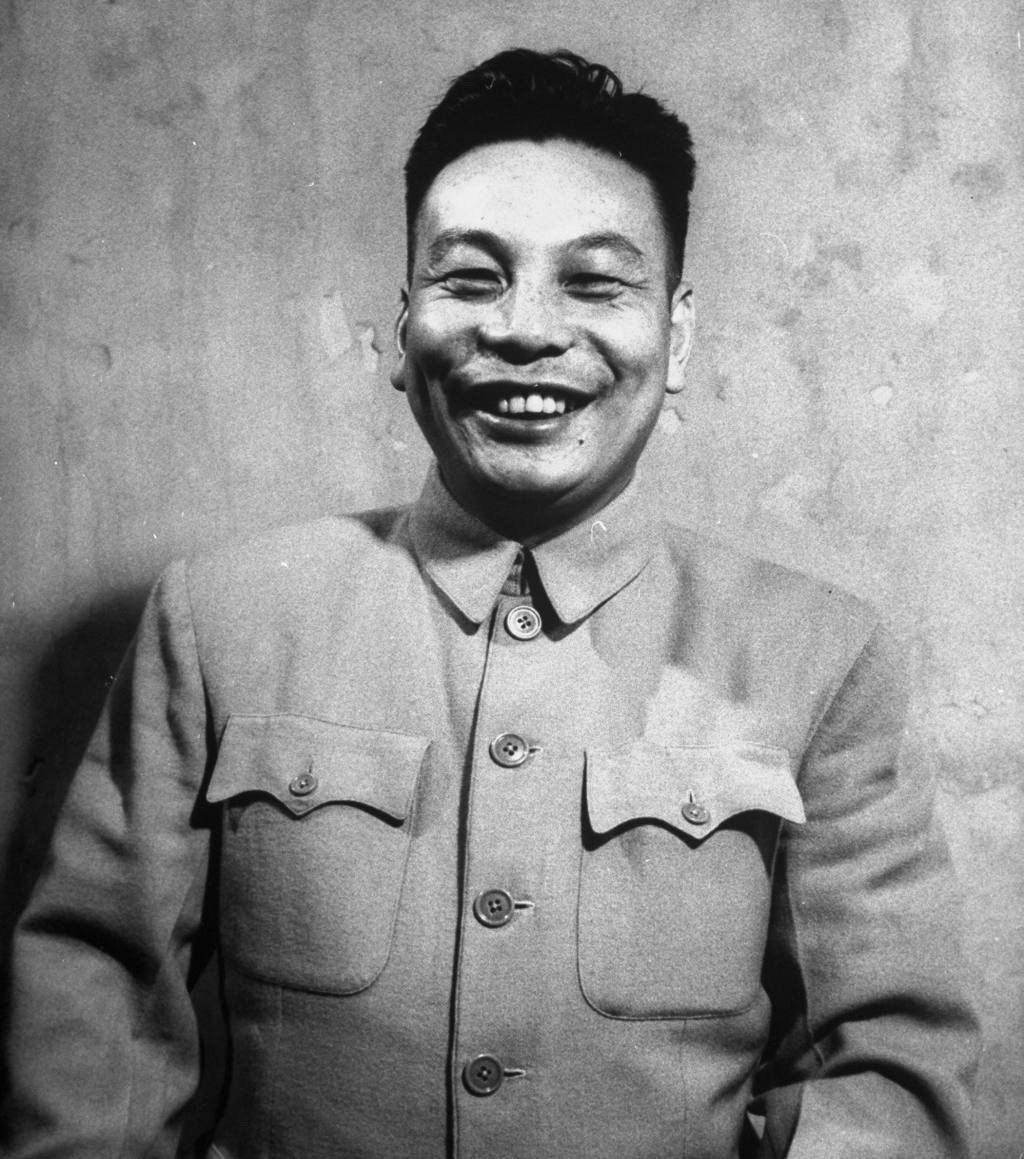
Цзян Цзін-го у 1948

Цзян Цзін-го (кит. трад. 蔣經國, спр. 蒋经国, піньїнь Jiǎng Jīngguó, Вейд-Джайлз Chiang Ching-kuo, Єлізаров Микола Володимирович, Цзянфен) (27 квітня 1910 — 13 січня 1988) — китайський тайванський громадський діяч, президент Китайської республіки Тайвань в 1978—1988 (6-й і 7-й президентські терміни), голова Виконавчого Юаня Республіки Китай в 1972—1978 роках.

## Життєпис
Цзян Цзін-го — старший син Чан Кайші та Мао Фумей.
Народився в Фенхуа, провінції Чжецзян. Предки Цзян Цзін-го походять з Їсіна, провінції Цзянсу.
У 1922 вирушив до Шанхая вчитись, а в жовтні 1925 вирушив на навчання до Москви, де взяв ім'я Микола Володимирович Єлізаров.
У Москві він вступив до лав комуністичної партії. Навчався в Казанському танковому училищі та Військово-політичній академії.
У 1931-1932 брав участь у колективізації сільського господарства в колишніх селах Зарайського району Московської області: Велике Жоково та Велике Коровіно.
У 1932 прибув в Свердловськ, де працював на заводі «Уралмаш» в механічному цеху, в 1934 став редактором заводської газети «За важке машинобудування».
У 1935 одружився з Вахревою Фаїною Іпатіївною (на Тайвані відоміша під ім'ям Цзян Фанлян).
У 1937 арештований, фактично використовувався як заручник під час переговорів між керівництвом СРСР і Китаю. 25 березня 1937 повернувся з дружиною на Батьківщину. Після втечі уряду Чан Кайші на Тайвань очолив міністерство внутрішніх справ, придушив спроби прокомуністичних заколотів.
У 1972 обраний до адміністрації Китайської республіки (Республіка Китай), а в 1975 після смерті Чан Кайші обраний головою ЦК і ЦВК Гоміндану.
У 1978 обраний президентом Тайваню, а в 1984 переобраний на другий президентський термін.
Помер 13 січня 1988.
Цзян Цзін-го свого часу був призначений керівником III демократичного союзу молоді, начальником групи порятунку держави, членом комітету партії провінції Тайвань, міністром оборони, заступником начальника адміністрації, начальником адміністрації, головою партії Гоміндан.

## Вклад в політику
За його правління було скасовано воєнний стан, політика Тайваню пішла демократичним шляхом. Крім цього, при ньому економіка Тайваню успішно розвивалася. Користувався репутацією чесного політика. За його адміністрації почалися «Десять великих будівництв». Приділяв велику увагу економічному зростанню Тайваню.

## Сім'я
У Цзян Цзін-го і Цзян Фанлян було 3 сина — Цзян Сяовень (Алан Чанг), Цзян Сяоу (Алекс Чанг), Цзян Сяоюн (Едді Чанг) — і дочка, Цзян Сяочжан. У його коханки Чжан Яжо народилися близнюки Чжан Сяоянь (Джон Чанг, у березні 2005 р. прийняв прізвище батька, тому зараз його звуть Цзян Сяоянь) і Чжан Сяоци (Уїнстон Чанг).